# San Isidro Platanillo
San Isidro Platanillo es una localidad del Municipio de Santo Domingo Petapa, en el Distrito de Juchitán, en el estado de Oaxaca. Siendo la segunda localidad más poblada, solo detrás de la cabecera municipal.

## Ubicación
La localidad se ubica a 36 km al noreste de la cabecera municipal, siguiendo una brecha carretera que se adentra a la Sierra Madre del Sur. Ubicándose en las coordenadas geográficas: 16°58′8″N 95°15′18″O / 16.96889, -95.25500.